# Kabinet-Betrian
Het Kabinet-Betrian is een interim-kabinet onder leiding van premier Stanley Betrian dat op 29 september 2012 werd geïnstalleerd in het land Curaçao. Het kabinet volgde het Kabinet-Schotte op.
De installatie van het Kabinet-Betrian volgde op een periode van politieke onrust in Curaçao, die daarmee nog niet afgelopen was. Nadat Gerrit Schotte op 3 augustus 2012 het ontslag van zijn kabinet had aangeboden aan Gouverneur Frits Goedgedrag omdat de regering niet meer kon rekenen op de steun van de meerderheid in het parlement, werd het parlement zoals gebruikelijk ontbonden. Er werden parlementsverkiezingen uitgeschreven voor 19 oktober.
In augustus ontstond er een conflict tussen de meerderheid van het parlement en de regering over de invulling van de demissionaire status. De voorzitter van het parlement, Ivar Asjes, weigerde vergaderingen bijeen te roepen waarin het parlement het kabinet stante pede (op staande voet) naar huis kon sturen. Een groep van 12 parlementariërs (bij een parlement van 21) vroeg Gouverneur Goedgedrag om een formateur aan te stellen om een interim kabinet te vormen. Goedgedrag vroeg hierop advies aan een tweetal juristen waaronder de ondervoorzitter van de Raad van Advies, dat concludeerde dat het parlement onderling de problemen moest oplossen, en dat het dan mogelijk zou zijn om voor ieder individueel kabinetslid een motie van wantrouwen aan te nemen.
Hierop kwam een groep van 11 parlementariërs in vergadering bijeen, zonder aanwezigheid van de voorzitter of griffier, en verving de voorzitter en vicevoorzitter van het parlement - dit werd vastgelegd in een notariële acte. Vervolgens werden moties van wantrouwen aangenomen, en werden op 14 september afschriften hiervan toegezonden aan de Gouverneur, die hierop een oriëntatieronde begon met zijn gebruikelijke adviseurs.. Op 24 september werd Eduard Mendes de Gouveia aangesteld als formateur.
Mendes de Gouveia onderzocht de mogelijkheden, en voltooide een screening van de kandidaat-bewindslieden ondanks tegenwerking van Schotte die zijn ambtenaren had opgedragen niet hieraan mee te werken. Een van de vijf kandidaat-bewindslieden hield het gedurende dat proces uiteindelijk toch voor gezien, en zijn portefeuille is vooralsnog toegevoegd aan die van de andere vier.
Op advies van de formateur benoemde waarnemend Gouverneur Adele van der Pluijm-Vrede (Gouverneur Goedgedrag moest voor spoedeisende medische behandeling naar het buitenland) de voormalig gezaghebber van Curaçao Stanley Betrian tot premier.
Schotte noemt deze handeling een staatsgreep, en beroept zich hierbij erop dat de Gouverneur onschendbaar is, en dat hij als premier verantwoordelijk is voor zijn daden. Hij weigert zijn post te verlaten, en is van plan tot de verkiezingen van 19 oktober in het regeringsgebouw te verblijven. Ook andere critici, waaronder hoogleraar staatsrecht in Nijmegen Paul Bovend’Eert menen ook dat Goedgedrag hier niet verstandig aan deed. De belangrijkste opdracht van de nieuwe regering is om de bestuurlijke rust in het democratisch stelsel te doen terugkeren, de verkiezingen voor te bereiden en een screeningsproces in te voeren voor alle toekomstige bewindslieden (dit was de aanleiding voor de Politieke crisis Curaçao, die weer de aanleiding vormde voor de val van het Kabinet-Schotte).
Hoewel het staatsrechtelijk inmiddels duidelijk is dat Betrian minister-president is (de Gouverneur heeft hem beëdigd), is het nog onduidelijk waar het gezag in de praktijk ligt (30 september).

## Bewindslieden
| Ministerie                                                                                                | Minister           | Partij |
| --- | ------------------ | ------ |
| Minister-President en tevens Minister van Algemene Zaken en Minister van Justitie                         | Stanley Betrian    |        |
| Minister van Financiën en Minister van Economische Ontwikkeling                                           | José Jardim        |        |
| Minister van Gezondheid, Milieu en Natuur en Minister van Sociale Ontwikkeling, Arbeid en Welzijn         | Stanley Bodok      |        |
| Minister van Onderwijs, Wetenschap, Cultuur en Sport en minister van Bestuur, Planning en Dienstverlening | Cornelis Smits     |        |
| Minister van Verkeer, Vervoer en Ruimtelijke Ontwikkeling (ad interim)                                    | Stanley Betrian    |        |
| Minister van Verkeer, Vervoer en Ruimtelijke Ontwikkeling (v.a. 12 oktober 2012)                          | Dominique Adriaens |        |
| Gevolmachtigd minister van Curaçao                                                                        | Sheldry Osepa      | MFK    |